# 熊本市立出水小学校
熊本市立出水小学校（くまもとしりつ いずみしょうがっこう）は、熊本県熊本市中央区出水一丁目にある公立小学校。
校歌は以前は前奏が長く40秒ほどあった。

## 沿革
- 1875年（明治8年） - 国分寺の一部を借り砂鳥小学校開校。
- 1880年（明治13年） - 砂取川西岸字川端に移転し碧水小学校と改称
- 1884年（明治17年） - 長溝小学校、碧水小学校が合併し今村字伽羅へ移転し三友小学校となる
- 1889年（明治22年） - 出水尋常小学校と改称
- 1903年（明治36年） - 現在地へ移転
- 1941年（昭和16年） - 熊本市立出水国民学校と改称
- 1947年（昭和22年） - 熊本市立出水小学校と改称
- 1980年（昭和55年） - 熊本市立出水南小学校を分離。
- 2008年（平成20年）8月 - 学校舎老朽化のため、新校舎（第1校舎）建設工事開始。
- 2010年（平成22年）3月 - 新校舎（第1校舎）竣工。

## 歴代校長
- 2006年（平成18年）- 第33代校長 青山加代
- 2009年（平成21年）- 現校長 山本一幸

## 委員会
- 運営委員会
- 音楽委員会
- 環境委員会
- 給食委員会
- 図書委員会
- 生活安全委員会
- 体育委員会
- 保健委員会
- 放送委員会
- 理科委員会

## クラブ活動

### 運動部
- サッカー部
- バスケットボール部
- バレーボール部
- 野球部

### 文化部
- 音楽部

## 学校周辺
- 熊本市電 水前寺公園電停
- 水前寺成趣園
- 肥後国分寺
- 熊本洋学校教師ジェーンズ邸
- 後藤是山（ごとうぜざん）記念館
- 熊本県立図書館・くまもと文学・歴史館
- こども本の森 熊本
- 熊本市立出水中学校
- 熊本国府高等学校
- 紀元二千六百年記念碑